# Pietro Fumasoni Biondi

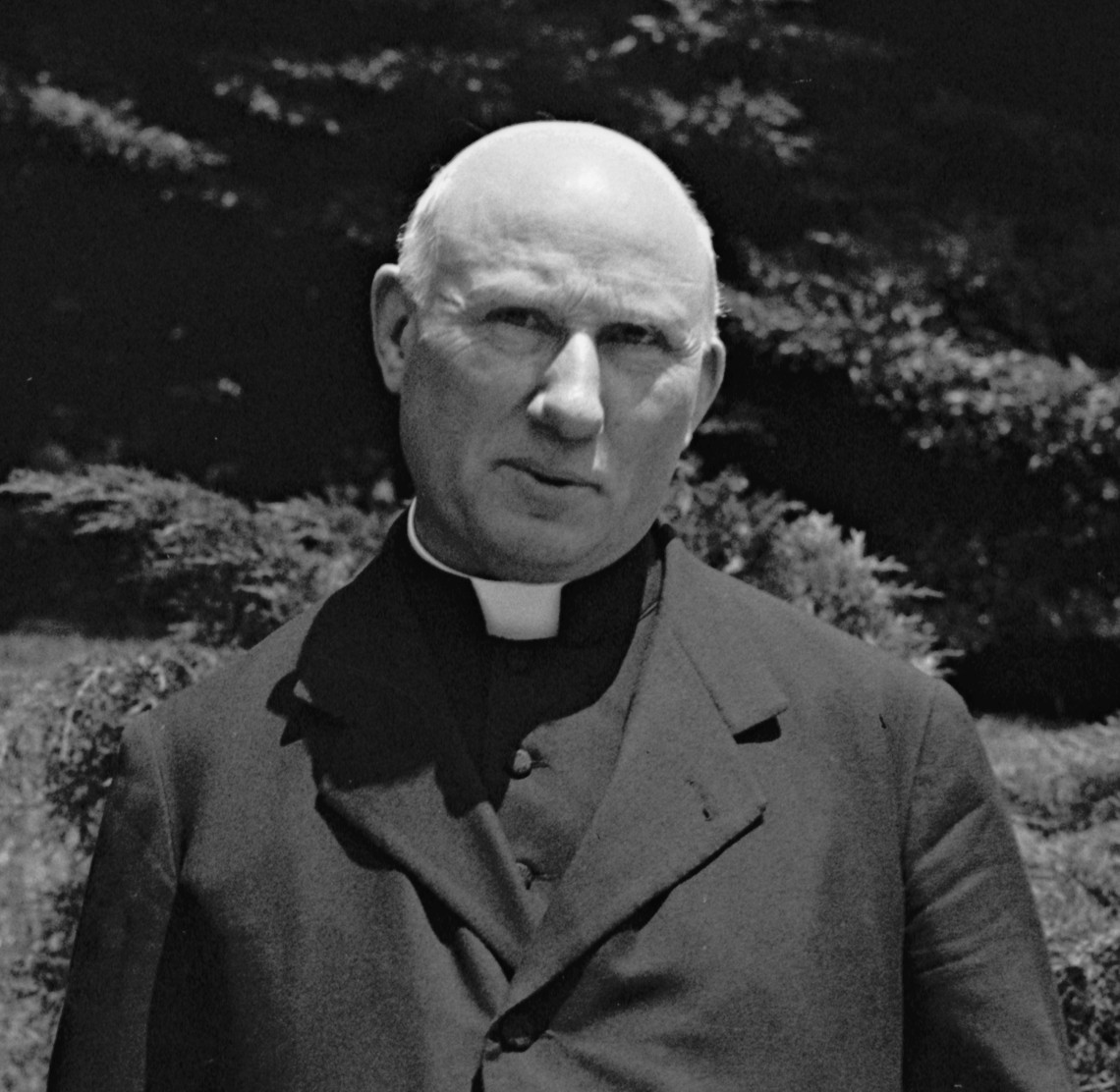
Der nachmalige Kardinal Fumasoni Biondi als Apostolischer Delegat in den USA (1929)

Pietro Kardinal Fumasoni Biondi (* 4. September 1872 in Antrodoco, Latium; † 12. Juli 1960 in Rom) war italienischer Geistlicher und ein Kurienkardinal der römisch-katholischen Kirche.

## Leben
Pietro Fumasoni Biondi studierte in Rom die Fächer Philosophie und Katholische Theologie und empfing am 17. April 1897 durch Kardinalvikar Lucido Maria Kardinal Parocchi das Sakrament der Priesterweihe. Anschließend unterrichtete er am Päpstlichen Athenaeum De Propaganda Fide und arbeitete für die Kurie als Mitarbeiter der Kongregation De Propaganda Fide.
Am 14. November 1916 ernannte ihn Papst Benedikt XV. zum Titularerzbischof von Doclea und zum Apostolischen Delegaten für Ostindien. Die Bischofsweihe spendete ihm am 10. Dezember desselben Jahres in der Kapelle des Päpstlichen Athenaeums De Propganada Fide Domenico Kardinal Serafini OSB; Mitkonsekratoren waren die Bischöfe Joseph Armand Legrand und Agostino Zampini.
1919 wurde er Apostolischer Delegat in Japan. Am 14. Juni 1921 wurde er als Sekretär der Kongregation für die Ausbreitung des Glaubens nach Rom berufen und am 14. Dezember 1922 zum Apostolischen Delegaten in den USA ernannt.
1933 nahm ihn Papst Pius XI. als Kardinalpriester mit der Titelkirche Santa Croce in Gerusalemme in das Kardinalskollegium auf und ernannte ihn zum Kardinalpräfekten der Kongregation für die Ausbreitung des Glaubens.
Pietro Fumasoni Biondi starb am 12. Juli 1960 in Rom und wurde auf dem dortigen Friedhof Campo Verano beigesetzt.